# Найдаков, Василий Цыренович
Васи́лий Цыре́нович Найда́ков (1928—1997) — советский бурятский учёный-филолог, организатор науки, доктор филологических наук (1980), профессор, театровед, литературный критик, директор Бурятского института общественных наук СО АН СССР / РАН (1980—1997). Член Союза писателей России и Бурятии. Специалист в области истории бурятской и монгольской литературы и театра, теории литературных народов РФ.

## Биография
Родился 15 июня 1928 года в улусе Торы Тункинского аймака, Бурят-Монгольская АССР.
Учился в Торской школе, которую закончил в 9 лет. В феврале 1921 года вступает в комсомол, становится секретарем Торской ячейки ВЛКСМ.
В 1928 году назначен инструктором газеты «Бурят-Монгольская правда» и заведует бурят-монгольским народным клубом. В 1929 году становится заведующим политпросвет кабинетом Наркомпроса. С 1928 года — член-секретарь Бурят-Монгольского Союза писателей.
С 1954 года по 1959 год Найдаков работает преподавателем Иркутского государственного университета. Переехав в Улан-Удэ, он с 1959 по 1963 годы трудится в Бурятском комплексном НИИ СО Академии Наук СССР: научный сотрудник, заведующий отделом, ученый секретарь.
В 1963 году Василий Найдаков на партийной работе: назначен заведующим отделом науки Бурятского обкома КПСС.
В 1966 году возвращается в науку: работает заведующим сектором, затем заместителем директора Бурятского института общественных наук СО Академии Наук СССР.
В 1980 году Василий Цыренович становится директором Бурятского института общественных наук СО Академии Наук СССР. На этом посту он проработает до своей кончины в 1997 году.
С 1975 по 1989 год работает заместителем председателя, а затем председателем Президиума Бурятского научного центра СО Академии Наук СССР/РАН (1989—95).
Действительный член Петровской академии наук и искусств (1993).

## Награды и звания
- Орден Трудового Красного Знамени
- Орден «Знак Почета»
- Медали
- Заслуженный деятель науки РСФСР (1988)
- Заслуженный деятель науки Республики Бурятия (1995)[4]

## Основные работы
- История многонациональной советской литературы: В 6 т. М., 1974. Т. 5;
- История бурятской литературы: В 3 т. Улан- Удэ, 1995—1997. Т. 2-3.

## Память
- Память о Найдакове увековечена в мемориальной доске на здании Хранилища восточных рукописей и ксилографов в Улан-Удэ.
- Правительство Республики Бурятия установило стипендию имени Василия Найдакова для студентов и аспирантов.